# Kushhawa
Kushhawa (nep. कुशवा) – gaun wikas samiti w zachodniej części Nepalu w strefie Lumbini w dystrykcie Kapilvastu. Według nepalskiego spisu powszechnego z 2001 roku liczył on 605 gospodarstw domowych i 4345 mieszkańców (2122 kobiet i 2223 mężczyzn).